# 奇蹟：給總統的一封信
是一部2021年上映的韓國劇情片，於2020年8月開拍，由《雨妳再次相遇》的導演李章焄執導，演員朴正民、李星民、林潤娥領銜主演，本片以1988年落成的兩元站為主題，講述了1980年代生活在慶農村的高中數學天才俊慶在女友羅熙的幫助下，與村民一起建造簡易車站的故事。影片于2021年9月15日於韓國上映，2021年10月1日於台灣上映。

## 劇情簡介
“四次元”數學天才俊京（朴正民飾）生活的村子雖有鐵路，但沒有火車站。俊京為了讓國家給村子建車站，開始不斷地給總統寫信，還為此和姐姐寶京堅持留在村里，寧願每天上下學走5個小時的路程。而身為火車司機的父親卻認為村里建火車站希望為零，並反對姐弟倆的堅持。一心想讓村子建成車站的俊京結識了意氣相投的羅熙（林潤娥飾），兩人為了讓寄給總統的信件更具說服力而“無所不用其極”：改正錯誤韓文拼寫法、為出名參加獎學金綜藝、報名參加總統杯數學競賽 。

## 演員陣容

### 主要演員
| 演員                    | 角色 | 介紹                                                 |
| 朴正民 （童年：金康勳） | 俊京 | 數學天才高中生，泰允的兒子，寶京的弟弟，羅熙的男友。 |
| 李星民                  | 泰允 | 火車駕駛員，俊京和寶京的父親。                       |
| 林潤娥                  | 羅熙 | 高中生，自稱「女神」，父親是國會議員，俊京的女友。   |
| 李秀敬                  | 寶京 | 泰允的女兒，俊京的姊姊。                             |

### 其他演員
| 演員   | 角色     | 介紹             |
| 丁文晟 | 金荣焕   | 物理老師。       |
| 金東賢 | 哲久叔叔 |                  |
| 李東勇 | 里長     |                  |
| 柳順雄 | 金老伯   |                  |
| 金子英 | 點兒嬸   |                  |
| 朴仁惠 | 英子     |                  |
| 沈順英 |          | 正洙的母親。     |
| 安泰琳 | 貞花     |                  |
| 沈昭英 |          | 村民。           |
| 柳承穆 | 朴司機   |                  |
| 朴哲民 |          | 永州站站長。     |
| 宋在龍 |          | 列車乘務員。     |
| 吳京華 | 光子     |                  |
| 孫成燦 | 校長     |                  |
| 金菲菲 |          | 國民學校班主任。 |
| 崔宗潤 |          | 高中班主任。     |
| 朴善雅 |          | 羅熙的母親。     |
| 吳致雲 |          | 攝影師。         |

### 特別出演
| 演員   | 角色 | 介紹         |
| 高昌錫 |      | 羅熙的父親。 |
| 許俊碩 |      | 宣傳科長。   |

## 評價及反應
本片在韓國電影入口網站均獲得高度評價，於NAVER媒體觀眾評價高達9.22分、Daum電影觀眾評分也高達8.8分。

## 獎項
| 年份   | 頒獎典禮             | 獎項                      | 入圍者                   | 結果 | 备注        |
| ------ | -------------------- | ------------------------- | ------------------------ | ---- | ----------- |
| 2021年 | 第42屆青龍電影獎     | 最佳劇本                  | 孫珠妍、李章焄           | 提名 | [ 3 ] [ 4 ] |
| 2021年 | 第42屆青龍電影獎     | 最佳女主角                | 林潤娥                   | 提名 | [ 3 ] [ 4 ] |
| 2021年 | 第42屆青龍電影獎     | 最佳男配角                | 李星民                   | 提名 | [ 3 ] [ 4 ] |
| 2021年 | 第42屆青龍電影獎     | 最佳女配角                | 李秀敬                   | 提名 | [ 3 ] [ 4 ] |
| 2021年 | 第42屆青龍電影獎     | 最佳美術                  | 金惠珍                   | 提名 | [ 3 ] [ 4 ] |
| 2021年 | 第42屆青龍電影獎     | 最佳音樂                  | 金泰成                   | 提名 | [ 3 ] [ 4 ] |
| 2022年 | 第58屆百想藝術大獎   | 電影部門 作品獎           | 《奇蹟：給總統的一封信》 | 提名 | [ 5 ]       |
| 2022年 | 第58屆百想藝術大獎   | 電影部門 導演獎           | 李章焄                   | 提名 | [ 5 ]       |
| 2022年 | 第58屆百想藝術大獎   | 電影部門 女子最優秀演技獎 | 林潤娥                   | 提名 | [ 5 ]       |
| 2022年 | 第58屆百想藝術大獎   | 電影部門 女子配角獎       | 李秀敬                   | 獲獎 | [ 6 ]       |
| 2022年 | 第24屆远东电影节     | 觀眾票選獎                | 《奇蹟：給總統的一封信》 | 獲獎 | [ 7 ]       |
| 2022年 | 第27屆春史國際電影節 | 最佳女配角                | 李秀敬                   | 提名 | [ 8 ]       |
| 2022年 | 第30屆釜日電影獎     | 最佳女配角                | 李秀敬                   | 獲獎 | [ 9 ]       |
| 2022年 | 第17屆巴黎韓國電影節 | 觀眾獎最佳長篇電影        | 《奇蹟：給總統的一封信》 | 獲獎 |             |

## 外部連結
- NAVER上《奇蹟：給總統的一封信》的資料
- Daum上《奇蹟：給總統的一封信》的資料

- 韩国电影数据库（KMDb）上《奇蹟：給總統的一封信》的資料
- 互联网电影数据库（IMDb）上《奇蹟：給總統的一封信》的资料（英文）
- 豆瓣电影上《奇蹟：給總統的一封信》的資料 （简体中文）